# Blue Monday (Orgy)
| Recensione                      | Giudizio |
| ------------------------------- | -------- |
| AllMusic (Blue Monday/Stitches) |          |

Blue Monday è una canzone del gruppo musicale alternative metal statunitense Orgy, estratta come secondo singolo dal loro album di debutto Candyass e pubblicata il 14 dicembre 1998. Cover dell'omonimo pezzo della band inglese New Order del 1983, fu una hit, scalando molte classifiche in tutto il mondo e guadagnando l'attenzione della critica, che ne notò la fresca fusione fra la musica industrial ed il metal.

## Descrizione e pubblicazione
In un'intervista per Billboard Magazine, il chitarrista della band Amir Derakh raccontò che mentre lui e i suoi compagni stavano lavorando per registrare la cover, avevano pensato di «rendere giustizia all'originale Blue Monday» e che si aspettavano più critiche di quelle ottenute. Inoltre ammise che si sentirono fortunati di aver realizzato una versione del pezzo molto personale, quasi da risultare una composizione che avevano scritto loro.

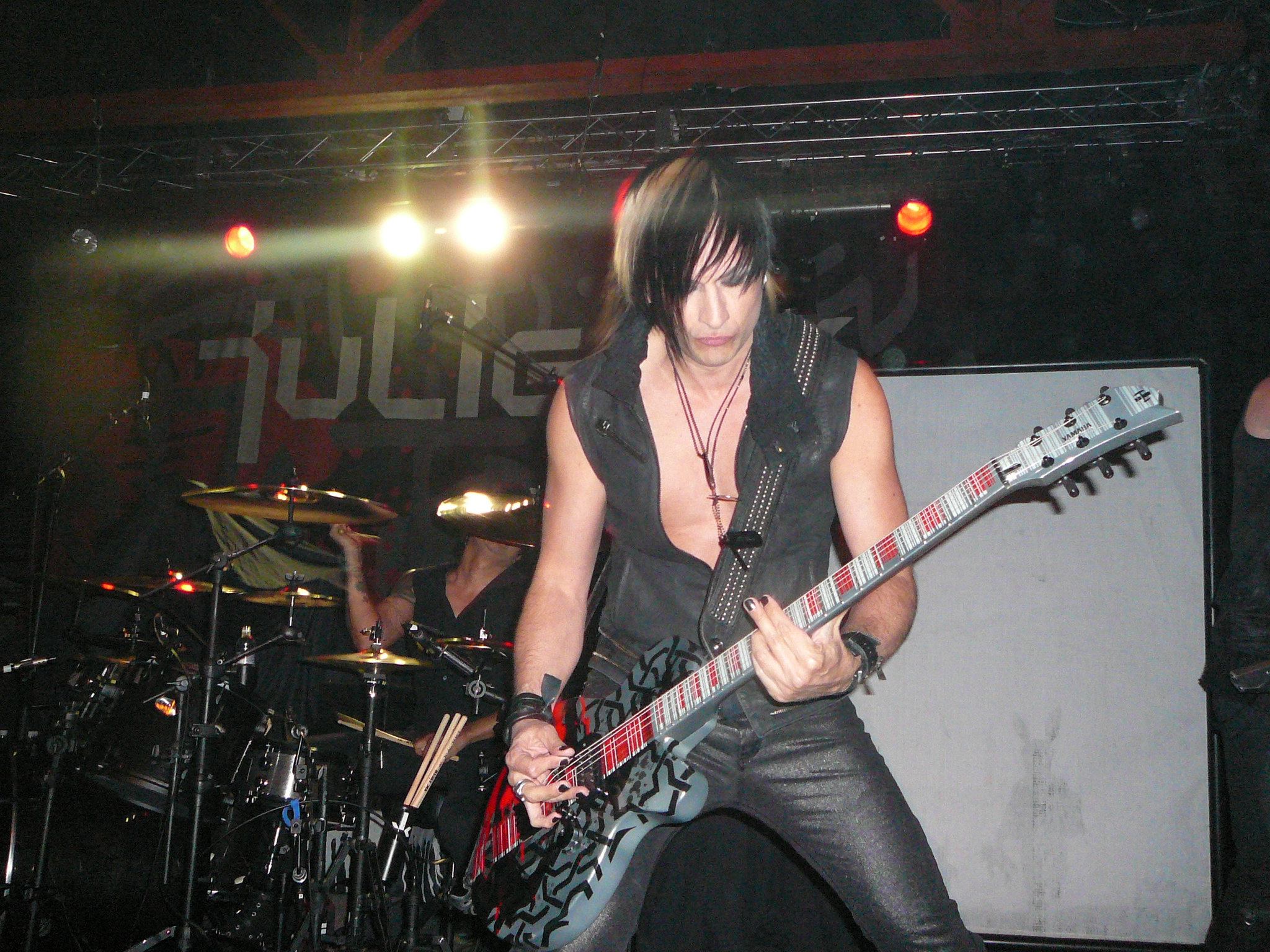
Amir Derakh (qui durante un concerto) dichiarò che né a lui né agli altri membri degli Orgy diede fastidio il fatto che il loro primo grande successo commerciale fosse una cover di un celebre brano degli anni ottanta

La prima pubblicazione di Blue Monday venne accompagnata da svariati remix, alcuni dei quali (sottotitolati "Club Mix 2000", dal nome di una serie di antologie popolare nei primi Duemila) molto più techno e destinati prettamente alle discoteche ed ai club underground. Gli Orgy decisero di includere anche il loro successivo singolo, Stitches, nella seconda edizione. Con il supporto dell'etichetta discografica venne realizzato un videoclip in formato QuickTime, reso pubblico il 9 febbraio 1999, che godette anch'esso di un buon successo, venendo trasmesso da molte rete televisive e permettendo così alla Reprise Records di distribuire il pezzo anche su vinile. In esso il complesso suona la canzone in un ambiente industriale, con tubi e generatori elettrici; a queste sequenze si alternano altre scene che mostrano delle donne argentate che rapiscono i musicisti uno ad uno, per poi farci degli esperimenti e rinchiuderli in dei tubi di vetro. Inoltre viene mostrata la storia di un bambino che vaga nei bassifondi di una fabbrica, in cui vive con i suoi genitori, dai quali scappa quando li scopre in possesso di un occhio che emette una fosforescenza verdastra. Anche lui viene preso dalle donne argentate, che lo trasformano in un adulto (interpretato dal cantante Jay Gordon) tramite un raggio laser.

## Successo commerciale
La canzone fu mandata in onda da numerose stazioni radiofoniche di musica hard rock e su MTV divenne popolarissima, apparendo nelle trasmissioni 120 Minutes e TRL, nella quale debuttò all'ottavo posto il 22 febbraio 1999. Nelle classifiche, riuscì ad entrare nella "Commercial Alternative Cuts" della CMJ, in quelle Alternative, Dance e Pop di Billboard, del Time Magazine e del Newsweek nel 2000.
Divenne per questo il trampolino di lancio per la carriera degli Orgy, come testimoniarono sia i concerti fatti all'Ozzfest e al Family Values Tour sia la ri-pubblicazione con Stitches. La rivista Spin la inserì nella sua "Hits of the Year" del 1999 e alcuni critici concordarono sul fatto che essa aprì il pubblico mondiale al filone del cyberpunk, che sarebbe definitivamente esploso come moda generazionale con il film Matrix delle sorelle Lana e Lilly Wachowski, di poco tempo dopo.
Venne usata per la colonna sonora di alcuni film e serie televisive. In un'intervista per il Los Angeles Magazine, il regista, produttore e sceneggiatore statunitense Joel Gallen dichiarò che, durante la lavorazione di Non è un'altra stupida commedia americana, si pensò di usarla come commento sonoro per una scena in cui si disputava una partita di football. Disse che «aveva energia» e così, alla fine, la inserì nella colonna sonora.

## Accoglienza
Blue Monday venne considerata non solo la cover «più aggressiva fatta negli anni novanta» di una canzone dei New Order, ma anche una di quelle che contribuirono alla rinascita della new wave, alla quale si approcciarono tanti nuovi giovani ascoltatori proprio grazie ai rifacimenti in stile gloomcore di alcuni dei suoi brani più rappresentativi, come You Spin Me Round (like a Record) dei Dead or Alive, reinterpretata dai Dope nel 2000. Molti critici attribuirono il trionfo commerciale di Candyass proprio al singolo in questione e alcuni già avanzarono l'ipotesi che la band sarebbe presto diventata una one-hit wonder, dubitando che sarebbe stata in grado di bissare il successo guadagnato, soprattutto se si considerava il fatto che quella che è considerata la canzone migliore del loro repertorio è scritta da altri. Porter W. Richards della rivista Sputnik trovò infatti i brani dell'album più o meno tutti uguali, mentre questa balzava subito all'orecchio come qualcosa di diverso.
Nel gennaio del 2000, in un'intervista per Spin Magazine, il cantante e il chitarrista dei Buckcherry, Josh Todd e Keith Nelson, non elogiarono particolarmente la reinterpretazione, reputandola molto simile ad un qualunque pezzo dei Nine Inch Nails e troppo «meccanica». Anche Chynna Clugston Flores ne parlò male, soprattutto perché si era creduto che la sua serie a fumetti avesse preso il titolo non dal brano dei New Order, ma da quello degli Orgy.

## Tracce
Testi e musiche di Gillian Gilbert, Peter Hook, Stephen Morris and Bernard Sumner eccetto dove indicato.
Blue Monday
1. Blue Monday (Radio Edit) – 3:48
2. Blue Monday (Album Version) – 4:26
3. Blue Monday (Club 69 Mix) – 8:45
4. Blue Monday (Club 69 Dub) – 8:14
5. Blue Monday (Optical Vocal) – 6:33

Blue Monday/Stitches
1. Blue Monday – 4:29
2. Blue Monday (Optical Vocal) – 6:40
3. Stitches (Green Velvet Mix) – 6:13 (Amir Derakh, Jay Gordon, Bobby Hewitt, Ryan Shuck)
4. Blue Monday (Club 69 Mix) – 8:43
5. Blue Monday (Club 69 Dub) – 8:13
6. Blue Monday (Optical Instrumental) – 6:41
7. Blue Monday (DJ Dan Remix) – 9:32

## Formazione
Gruppo
- Jay Gordon – voce
- Bobby Hewitt – batteria
- Ryan Shuck – chitarra elettrica
- Amir Derakh – guitar synth
- Paige Haley – basso elettrico

Produzione
- Josh Abraham – produzione
- Orgy – produzione

## Classifiche
| Classifica (1998-99)               | Posizione massima |
| ---------------------------------- | ----------------- |
| Australia                          | 36                |
| Germania                           | 83                |
| Nuova Zelanda                      | 30                |
| Stati Uniti d'America              | 56                |
| Stati Uniti (active rock)          | 12                |
| Stati Uniti (alternative)          | 4                 |
| Stati Uniti d'America (dance club) | 2                 |

## Apparizioni

### Raccolte
- Big Shiny Tunes, Vol. 4 (1999)[34]
- Club Mix 2000 (K-Tel) (1999)[35]
- Family Values Tour '98 CD (1999)[36]
- Shades of Technology di DJ DB (1999)[N 1][37]
- The F111 House Session di DJ Feelgood (2000)[N 2][38]
- Kerrang: Life Is Loud (2001)[39]
- Ultimate Teen Flick Soundtrack (2002)[40]
- Nevermind the Originals, Here's the Covers (2003)[41]
- X-Treme Rock (2003)[42]
- All That Alternative (2005)[43]

### DVD
- Trans Global Spectacle (2005)[44]